# Charlee Fraser
Charlee Fraser, född 25 december 1995, är en australisk skådespelare och modell.
Hulme har bland annat medverkat i filmerna Anyone But You och Furiosa: A Mad Max Saga.

## Filmografi (i urval)
- 2023 – Anyone But You
- 2024 – Furiosa: A Mad Max Saga